# Albert Park Circuit

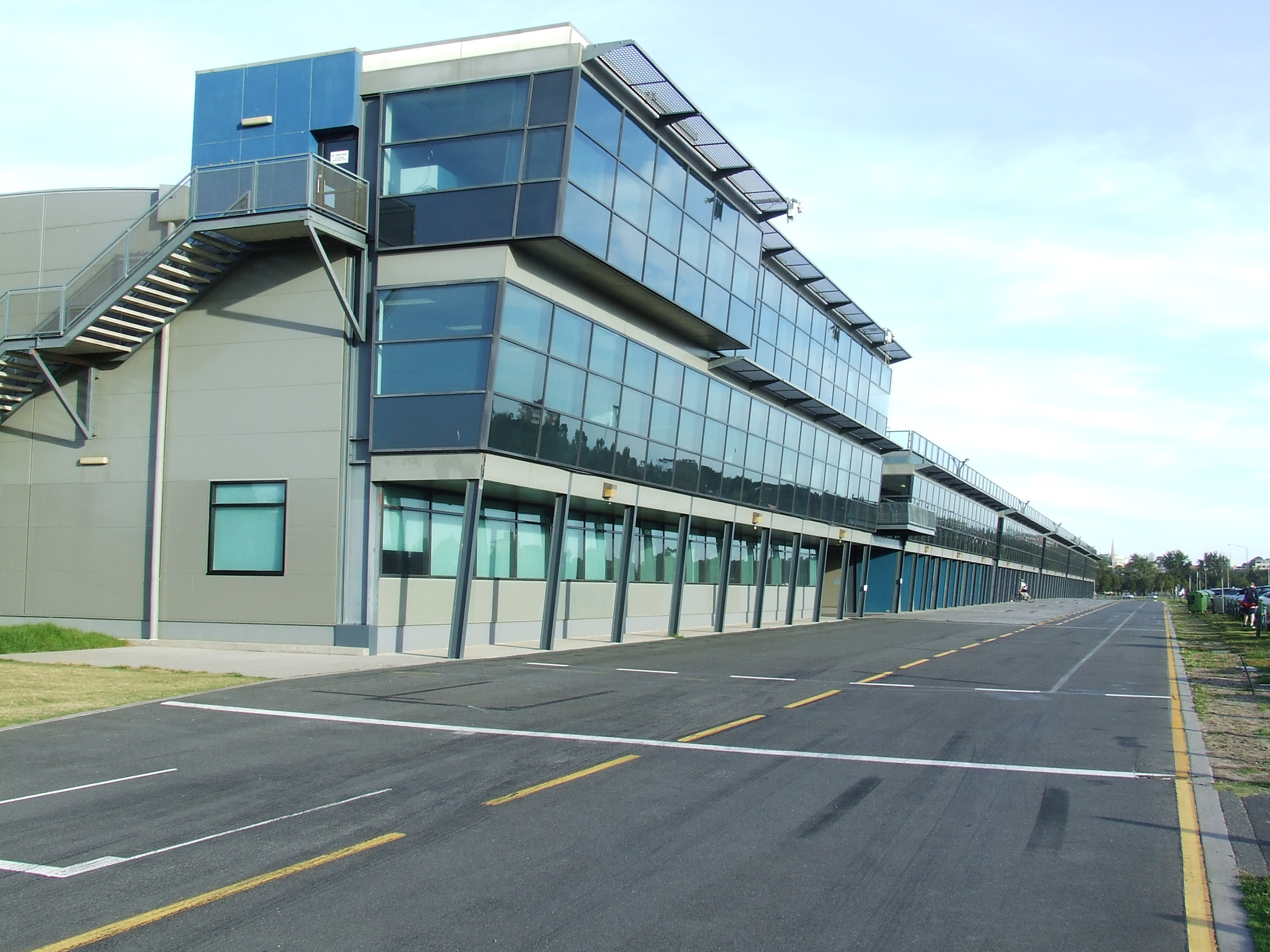
Aleja serwisowa na torze Melbourne Grand Prix Circuit

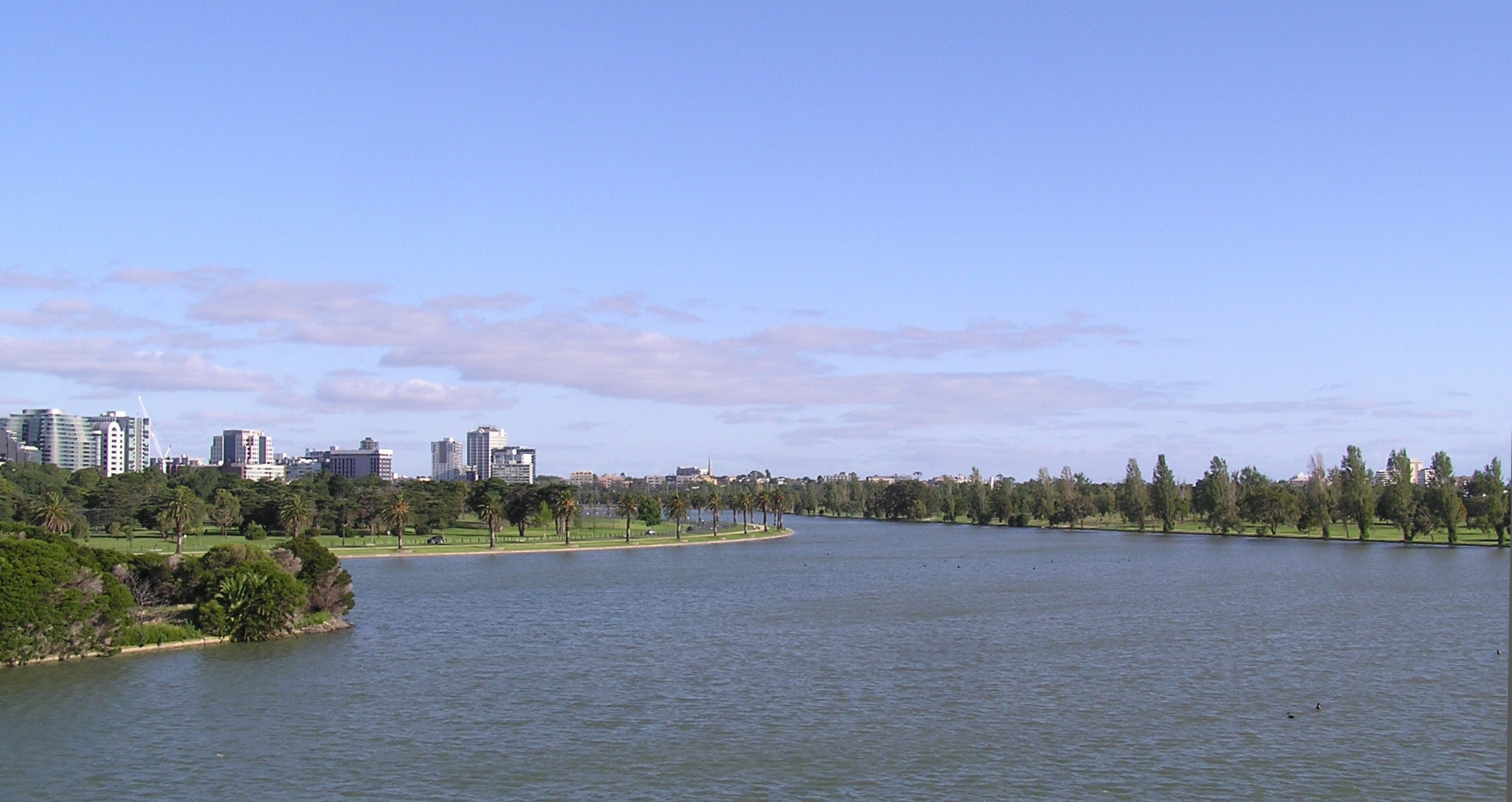
Panorama jeziora pośrodku toru Melbourne Grand Prix Circuit

Albert Park Circuit, dawniej Melbourne Grand Prix Circuit – tor Formuły 1 położony w Albert Park, dzielnicy Melbourne. Odbywa się na nim Grand Prix Australii. Kierowcy częściowo przejeżdżają przez ulice Melbourne wokół jeziora Albert Park.
W sezonie 1996, Grand Prix Australii po raz pierwszy odbyło się na zmodernizowanym torze Melbourne Grand Prix Circuit, pomimo licznych protestów mieszkańców Melbourne, którzy twierdzili, że wyścigi Formuły 1 zmienią publiczny park w prywatny plac zabaw. Ponadto uważano, że modernizacja toru jest nieopłacalna. Władze nie uległy protestującym i zmodernizowały tor.
Grand Prix Australii co roku jest wyścigiem rozpoczynającym sezon. Wyjątkiem był rok 2006, kiedy wyścig na torze Melbourne Grand Prix Circuit stanowił trzecią eliminację sezonu (powodem były trwające w marcu Igrzyska Wspólnoty Brytyjskiej) oraz 2010, kiedy wyścig na torze Melbourne Grand Prix Circuit stanowił drugą eliminację sezonu. W sezonach 2020 i 2021 wyścig nie odbył się z powodu pandemii COVID-19.
W 2014 roku został podpisany kontrakt na organizację Grand Prix do 2020 roku.

## ZwycięzcyGrand Prix Australiina torze Albert Park Circuit
| Sezon | Kierowca             | Zespół              |        |
| ----- | -------------------- | ------------------- | ------ |
| 1996  | Damon Hill           | Williams-Renault    | Wyniki |
| 1997  | David Coulthard      | McLaren-Mercedes    | Wyniki |
| 1998  | Mika Häkkinen        | McLaren-Mercedes    | Wyniki |
| 1999  | Eddie Irvine         | Ferrari             | Wyniki |
| 2000  | Michael Schumacher   | Ferrari             | Wyniki |
| 2001  | Michael Schumacher   | Ferrari             | Wyniki |
| 2002  | Michael Schumacher   | Ferrari             | Wyniki |
| 2003  | David Coulthard      | McLaren-Mercedes    | Wyniki |
| 2004  | Michael Schumacher   | Ferrari             | Wyniki |
| 2005  | Giancarlo Fisichella | Renault             | Wyniki |
| 2006  | Fernando Alonso      | Renault             | Wyniki |
| 2007  | Kimi Räikkönen       | Ferrari             | Wyniki |
| 2008  | Lewis Hamilton       | McLaren-Mercedes    | Wyniki |
| 2009  | Jenson Button        | Brawn-Mercedes      | Wyniki |
| 2010  | Jenson Button        | McLaren-Mercedes    | Wyniki |
| 2011  | Sebastian Vettel     | Red Bull-Renault    | Wyniki |
| 2012  | Jenson Button        | McLaren-Mercedes    | Wyniki |
| 2013  | Kimi Räikkönen       | Lotus-Renault       | Wyniki |
| 2014  | Nico Rosberg         | Mercedes            | Wyniki |
| 2015  | Lewis Hamilton       | Mercedes            | Wyniki |
| 2016  | Nico Rosberg         | Mercedes            | Wyniki |
| 2017  | Sebastian Vettel     | Ferrari             | Wyniki |
| 2018  | Sebastian Vettel     | Ferrari             | Wyniki |
| 2019  | Valtteri Bottas      | Mercedes            | Wyniki |
| 2022  | Charles Leclerc      | Ferrari             | Wyniki |
| 2023  | Max Verstappen       | Red Bull-Honda RBPT | Wyniki |
| 2024  | Carlos Sainz Jr.     | Ferrari             | Wyniki |
| 2025  | Lando Norris         | McLaren-Mercedes    | Wyniki |